# Raskorak
Raskorak  ili diskrepancija (lat. dis-crepare,  'raz-puknuti', 'različito') označava suprotnost ili nejednakost onoga što pojedinac govori i onoga što, de facto, čini.
Raskorak je primjerice i nedosljednost u izjavama, ako svjedok svjedoči s različitim i kontradiktornim izjavama ili zapažanjima.
Ako neka osoba, npr. političar prije i nakon glasovanja sasvim drugačije čini nego što je prethodno najavio i obećao, govori se u tom kontekstu o raskoraku između najave i faktičnoga djelovanja. 